# Jarosław Semkow
Jarosław Semkow – polski historyk i teoretyk myśli ekonomicznej.

## Główne prace
- Ekonomia a ekologia (wyd. I 1980, wyd. II 1989);
- Elementy metodologii nauk ekonomicznych (razem z Sewerynem Żurawickim; 1977);
- Karola Marksa teoria ekonomiczna (1983);
- Spór o metodę: teoriopoznawcze i metodologiczne aspekty ekonomii politycznej (1974);
- Śladami wielkich ekonomistów (1988);
- Wprowadzenie do ekonomii (1984).